# Космополітизм (біологія)

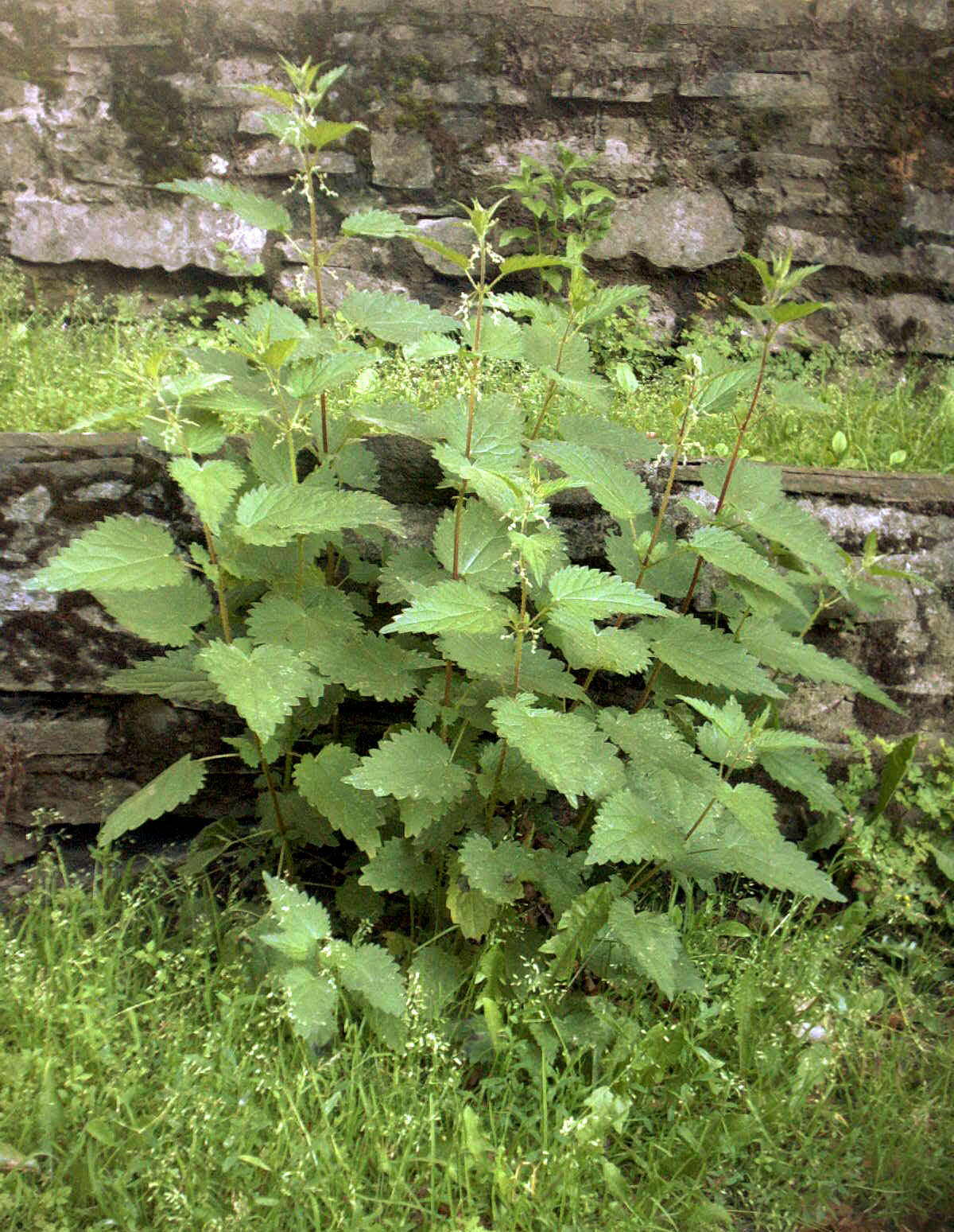
Кропива дводомна(Urtica dioica) — вид-космополіт

Космополіти́зм (від дав.-гр. κοσμοπολίτης (kosmopolites) — космополіт, громадянин світу) — широке розповсюдження представників виду чи таксона вищого рангу по території Землі. Космополітизм протиставляється ендемізму. Види або таксони вищого рангу з космополітичним поширенням називаються космополітами.
Видів космополітів відносно небагато, це переважно жителі біотопів, схожих в різних природних зонах, наприклад боліт, тимчасових калюж, океанічної пелагіалі (наприклад, космополітичним є хижий морський ссавець — косатка (Orcinus orca)).
Вагомою частиною космополітів є синантропні види, що широко розселилися завдяки людям і переживають несприятливі умови навколишнього середовища у житлах або господарських будівлях людини. Прикладом таких синантропних космополітів можуть бути численні представники дрозофіл (Drosophila melanogaster, Drosophila mercatorum), таргани, з ссавців — сірий пацюк (Rattus norvegicus). З рослин космополітичні деякі злаки, кропива дводомна, ряска, плаун булавовидний, суріпиця звичайна.
З груп більш високого рангу, ніж вид, космополітизм характерний для родин Айстрові і Злаки.